# دکانول
دکانول (به انگلیسی: 1-Decanol) با فرمول شیمیایی C10H22O یک ترکیب شیمیایی است. که جرم مولی آن 158.28 g/mol می‌باشد. شکل ظاهری این ترکیب، مایع چسبناک است.